# My Boys
My Boys là một bộ phim truyền hình hài kịch của Hoa Kỳ ra mắt vào ngày 28 tháng 11 năm 2006 trên đài TBS. Chương trình đề cập đến nhà báo hoạt động chuyên mục thể thao ở Chicago, Illinois do Jordana Spiro thủ vai cùng với những người đàn ông trong cuộc đời cô, trong đó bao gồm cả anh trai và bạn thân. Sau bốn mùa phát sóng, loạt phim đã bị TBS hủy bỏ vào ngày 14 tháng 9 năm 2010.

## Tổng quan
My Boys chủ yếu xoay quanh cuộc sống của nữ phụ trách chuyên mục thể thao và những người đàn ông trong cuộc đời cô, anh trai, bạn bè và một nhà văn đối thủ.
Penelope Jane “PJ” Franklin (Jordana Spiro) không chỉ gợi cảm và thông minh, cô còn là người đam mê vận động, giỏi chơi poker và là nhà báo cho tờ Chicago Sun-Times. PJ là bạn thân nhất của một nhóm toàn là nam giới, điều này dường như chẳng thể giúp cô có được mối quan hệ lâu dài trong trò chơi tình ái. Những gã hẹn hò cùng PJ luôn gặp khó khăn trong việc phản ứng với sở thích khác thường của bạn gái mình và những người đàn ông quan trọng nhất trong cuộc đời cô.
Cá tính thẳng thắn và phong cách tomboy của PJ luôn có xu hướng đe dọa những đối tượng theo đuổi tiềm năng, cô được bạn gái trong nhóm khuyên nên ăn mặc và hành xử nữ tính hơn đôi chút. Trở thành "một trong những chàng trai" hóa ra lại mang nhiều ý nghĩa tuyệt vời: chơi bài xì phé, bóng mềm, xem thể thao hoặc chỉ đơn giản là thư giãn ở quán bar yêu thích. Tuy nhiên đối với PJ, là đứa con gái duy nhất trong đám toàn những gã trai vụng về quả là sự thử thách.
Trong mùa đầu tiên, nhiều tập liên quan đến một số nhân vật tham gia Match.com, vì đây là nhà tài trợ nên thường được nhắc đến trong vài cuộc trò chuyện xuyên suốt series. Chính sự hợp tác với bộ phim theo báo cáo từ Match đã giúp số lượt đăng ký trên website tăng 14% và khả năng nhớ lại thương hiệu vượt đột biến lên mức 66% từ mạng tuyến tính.

## Diễn viên

### Vai chính
- Jordana Spiro vào vai Penelope Jane "P.J." Franklin, một tác giả phụ trách chuyên mục thể thao cho tờ báo Chicago Sun-Times, đây là nhân vật chính của series, người kể chuyện ở ngôi thứ nhất và là thành viên cốt lõi của nhóm bạn thân. Trong phần bốn, Bobby đã chuyển đến sống cùng cô sau khi anh bị mất căn hộ.
- Jim Gaffigan vào vai Andy Franklin, anh trai của PJ bị cả nhóm trêu suốt ngày chỉ biết trói chặt bên vợ. Tuy nhiên sau khi cô tổ chức một bữa tiệc sinh nhật thịnh soạn cho anh, họ nhận ra hóa ra đây lại là một người phụ nữ vui vẻ. Andy thừa nhận thích lôi vợ ra làm cái cớ để về nhà vì đôi khi anh cảm thấy mệt mỏi và chỉ muốn chui vào tổ "như một lão già". Đầu mùa bốn, Andy tìm được một công việc mới và đã chuyển đến Trung Quốc cùng gia đình, còn ngôi nhà thì để Mike trông hộ cho đến khi rao bán thành công.
- Reid Scott vào vai Brendan 'Brando' Dorff, một cựu DJ và là bạn cùng phòng cũ của PJ, người có mối quan hệ vô cùng phức tạp với bạn gái, bị mất việc ở phần hai và đến phút cuối vẫn phải quay đầu chuyển về sống cùng PJ. Kể từ mùa ba, anh là người quản lý của John's Club, đây là nỗ lực hợp tác giữa anh và John, họ tình cờ biết mặt nhau tại bữa tiệc độc thân của Bobby. Đến đoạn kết, anh chuyển ra ở riêng và cuối cùng sở hữu Crowley's Bar sau khi mua lại để ngăn việc quán bị đóng cửa.
- Jamie Kaler vào vai Mike Callahan, một người đàn ông thách thức cam kết và là thành viên lớn tuổi nhất của nhóm. Anh làm ở Chicago Cubs trong phần đầu nhưng đã bị cho thôi việc, về sau thì được Kenny miễn cưỡng thuê tại cửa hàng kỷ vật thể thao. Trong phần bốn, Kenny buộc phải ngừng hoạt động cửa hàng và Mike nhận việc trong văn phòng quan hệ công chúng của Chicago Bulls. Đến phần cuối, anh kết hôn với người bạn gái Marcia, cô là hàng xóm sống cạnh ngôi nhà cũ của Andy.
- Michael Bunin vào vai Kenny Moritorri, chủ cửa hàng đồ thể thao, người không thành thạo nghệ thuật hẹn hò. Anh có một mối quan hệ yêu ghét với Stephanie Layne. Cuối phần ba, cặp đôi được tiết lộ đang giấu nhiều thứ bí mật và họ công khai hẹn hò kể từ mùa bốn. Không lâu sau, Kenny buộc phải đóng luôn cửa hàng của mình và bắt đầu dịch vụ sắp xếp tủ quần áo. Cuối phim, anh cùng Stephanie chuyển đến London để nhận công việc tham luận viên chương trình trò chuyện.
- Kyle Howard vào vai Bobby Newman, một nhà báo thể thao đến từ Chicago Tribune (tờ báo đối thủ ở Chicago), anh sinh trưởng trong một gia đình giàu có nhất nhì thành phố và là đối tượng hẹn hò của PJ kể từ mùa ba. Đến giữa phần cuối, có thông tin tiết lộ cho thấy Bobby bị mất khoảng tiền do cha anh lập kế hoạch đầu tư vào mô hình Ponzi. Hiện anh vẫn đang đang sống với PJ và sẽ bắt đầu theo học trường luật tại Chicago.
- Kellee Stewart vào vai Stephanie Layne, bạn thân nhất của PJ, người luôn cho cô lời khuyên về đám đàn ông và mô típ hẹn hò từ quan điểm phụ nữ. Tác giả của cuốn sách bán chạy nhất - You're a Great Guy, But... Cuối phần ba, cô và Kenny Moritorri bắt đầu mối quan hệ bí mật rồi công khai hẹn hò kể từ mùa bốn. Cô đã tham gia các đêm chơi poker cùng nhóm sau khi Andy chuyển đi. Những thước phim cuối cho thấy Layne sẽ đến London cùng Kenny để tham gia hội thảo trong một chương trình trò chuyện.

### Vai phụ
- Jeannie Noth vào vai Meredith Franklin, vợ của Andy. Ông chồng hay đem cô ra làm cái cớ để rời trò chơi poker sớm cho đến khi PJ biết rằng cô thực chất là người rất vui vẻ. Noth (tên sau khi lấy chồng là Jeannie Gaffigan) cũng là vợ thật ngoài đời của Jim Gaffigan.
- Jay Tarses vào vai Jack Briscoe, ông chủ và người cố vấn của PJ.
- Johnny Galecki vào vai Trouty, bạn của Kenny đến chơi bài xì phé cùng nhóm. Anh cũng đưa cả hội vào một hộp đêm độc quyền. Lúc đầu, Trouty tỏ ra khá khó chịu nhưng anh thực chất lại là một chàng trai tốt bụng.
- Eddie McClintock vào vai Hank, một trong những bạn trai cũ của PJ. Họ chia tay vì Hank không hòa nhập với nhóm, điều này là không thể chấp nhận được đối với PJ.
- Jeremy Sisto vào vai Thorn, mối tình lãng mạn ngắn ngủi trong mùa hè của PJ sau khi rời trường đại học. Mối quan hệ này bị bỏ ngỏ, mãi cho đến khi trở về từ Afghanistan, anh mới có thể hàn gắn lại với PJ. Thorn được tiết lộ là đã đính hôn, nhưng sau đó xuất hiện và thông báo chuyện tình cảm giữa anh và vị hôn thê đã kết thúc.
- Travis Schuldt vào vai Matt Dougan, vận động viên ném bóng mới của Cubs, người kiên trì theo đuổi PJ. Họ hẹn hò trong một thời gian ngắn nhưng PJ đã cắt đứt mối quan hệ khi cô cho rằng điều đó là phi đạo đức. Sau đó hai người quay trở lại khi Matt tiết lộ anh không còn là Cub nữa.
- Michael Landes vào vai Evan, một nhà thực vật học mà PJ gặp tại bữa tiệc BBQ của Andy ở vùng ngoại ô.
- Nia Vardalos vào vai Jo, "vợ làm việc" của Andy, người dường như muốn nhiều hơn là chỉ đơn thần làm bạn danh nghĩa với anh.
- Christopher McDonald vào vai George Newman, người cha tự cao tự đại của Bobby.
- Billy Burke vào vai Jack Newman, anh trai ăn nói trôi chảy của Bobby và có mối quan tâm đến PJ.
- Mini Anden vào vai Elsa, vị hôn thê cũ của Bobby và cũng là bảo mẫu người Thụy Điển của Andy.
- Lindsey Stoddart vào vai Wendy, vị hôn thê cũ của Brendan, cô xuất hiện sau khi đã kết hôn và đang mong có con.
- Rachael Harris vào vai Marcia, một nhân viên điều hành quảng cáo chuyển đến ở cạnh nhà của Andy và có quan hệ với Mike.

## Tập phim
| Mùa | Mùa | Số tập | Số tập | Phát sóng gốc        | Phát sóng gốc       |
| Mùa | Mùa | Số tập | Số tập | Phát sóng lần đầu    | Phát sóng lần cuối  |
| --- | --- | ------ | ------ | -------------------- | ------------------- |
|     | 1   | 22     | 22     | 28 tháng 11 năm 2006 | 10 tháng 9 năm 2007 |
|     | 2   | 9      | 9      | 12 tháng 6 năm 2008  | 7 tháng 8 năm 2008  |
|     | 3   | 9      | 9      | 31 tháng 3 năm 2009  | 26 tháng 5 năm 2009 |
|     | 4   | 9      | 9      | 25 tháng 7 năm 2010  | 12 tháng 9 năm 2010 |

### Mùa 1 (2006–07)
| TT. tổng thể | TT. trong mùa phim | Tiêu đề                                    | Đạo diễn              | Biên kịch                     | Ngày phát hành gốc   |
| ------------ | ------------------ | ------------------------------------------ | --------------------- | ----------------------------- | -------------------- |
| 1            | 1                  | "Pilot"                                    | Barnet Kellman        | Betsy Thomas                  | 28 tháng 11 năm 2006 |
| 2            | 2                  | "Mixed Signals"                            | Barnet Kellman        | Betsy Thomas                  | 28 tháng 11 năm 2006 |
| 3            | 3                  | "Team Chemistry"                           | Matthew Diamond       | Cindy Caponera                | 5 tháng 12 năm 2006  |
| 4            | 4                  | "The Slump"                                | Victor Nelli, Jr.     | Eric Gilliland                | 5 tháng 12 năm 2006  |
| 5            | 5                  | "The Show"                                 | Robert Duncan McNeill | Rick Singer                   | 12 tháng 12 năm 2006 |
| 6            | 6                  | "Clubhouse Cancer"                         | Arlene Sanford        | Courtney Lilly                | 12 tháng 12 năm 2006 |
| 7            | 7                  | "Free Agent"                               | Victor Nelli, Jr.     | Rob Ulin                      | 19 tháng 12 năm 2006 |
| 8            | 8                  | "Superstar Treatment"                      | Arvin Brown           | Brendan Smith                 | 19 tháng 12 năm 2006 |
| 9            | 9                  | "Managers"                                 | Don Scardino          | Courtney Lilly                | 26 tháng 12 năm 2006 |
| 10           | 10                 | "Take One for the Team" "Love of the Game" | Keith Truesdell       | Eric Gilliland                | 26 tháng 12 năm 2006 |
| 11           | 11                 | "When Heroes Fall From Grace"              | Barnet Kellman        | Cindy Caponera                | 27 tháng 12 năm 2006 |
| 12           | 12                 | "Released"                                 | David Trainer         | Rick Singer                   | 27 tháng 12 năm 2006 |
| 13           | 13                 | "Baseball Myths"                           | Arlene Sanford        | Courtney Lilly, Brendan Smtih | 28 tháng 12 năm 2006 |
| 14           | 14                 | "Promise of a New Season"                  | Victor Nelli, Jr.     | Betsy Thomas                  | 30 tháng 7 năm 2007  |
| 15           | 15                 | "Off Day"                                  | Barnet Kellman        | Brendan Smith                 | 30 tháng 7 năm 2007  |
| 16           | 16                 | "Ethics"                                   | Arlene Sanford        | Eric Gilliland                | 6 tháng 8 năm 2007   |
| 17           | 17                 | "Dirty Little Secrets"                     | Victor Nelli, Jr.     | Sebastian Jones               | 13 tháng 8 năm 2007  |
| 18           | 18                 | "Second Chances"                           | Barnet Kellman        | Courtney Lilly                | 20 tháng 8 năm 2007  |
| 19           | 19                 | "Douchebag in the City"                    | Arlene Sanford        | Ethan Sandler, Adrian Wenner  | 27 tháng 8 năm 2007  |
| 20           | 20                 | "The Estates of Hoffman"                   | Rob Greenberg         | Mark Stegemann                | 3 tháng 9 năm 2007   |
| 21           | 21                 | "110 Percent Solution"                     | Victor Nelli, Jr.     | Eric Gilliland                | 10 tháng 9 năm 2007  |
| 22           | 22                 | "Rome, If You Want To"                     | Betsy Thomas          | Sebastian Jones               | 10 tháng 9 năm 2007  |

### Mùa 2 (2008)
| TT. tổng thể | TT. trong mùa phim | Tiêu đề                      | Đạo diễn       | Biên kịch       | Ngày phát hành gốc  |
| ------------ | ------------------ | ---------------------------- | -------------- | --------------- | ------------------- |
| 23           | 1                  | "The Transitioning"          | Barnet Kellman | Betsy Thomas    | 12 tháng 6 năm 2008 |
| 24           | 2                  | "Dinner Party"               | David Trainer  | Sebastian Jones | 19 tháng 6 năm 2008 |
| 25           | 3                  | "The Shirt Contest"          | Barnet Kellman | Brendan Smith   | 26 tháng 6 năm 2008 |
| 26           | 4                  | "Spit Take"                  | Paul Maibaum   | Adrian Wenner   | 3 tháng 7 năm 2008  |
| 27           | 5                  | "Take My Work Wife...Please" | Barnet Kellman | Courtney Lilly  | 10 tháng 7 năm 2008 |
| 28           | 6                  | "Dudes Being Dudes"          | Arlene Sanford | Corey Nickerson | 17 tháng 7 năm 2008 |
| 29           | 7                  | "Opportunity Knocks"         | Rob Greenberg  | Brendan Smith   | 24 tháng 7 năm 2008 |
| 30           | 8                  | "Jack & Bobby"               | Arlene Sanford | Corey Nickerson | 31 tháng 7 năm 2008 |
| 31           | 9                  | "John, Cougar, Newman Camp"  | Betsy Thomas   | Sebastian Jones | 7 tháng 8 năm 2008  |

### Mùa 3 (2009)
| TT. tổng thể | TT. trong mùa phim | Tiêu đề                      | Đạo diễn       | Biên kịch                     | Ngày phát hành gốc  |
| ------------ | ------------------ | ---------------------------- | -------------- | ----------------------------- | ------------------- |
| 32           | 1                  | "Welcome Back, Kalla Fötter" | Betsy Thomas   | Sebastian Jones               | 31 tháng 3 năm 2009 |
| 33           | 2                  | "Private Eyes"               | Rob Greenberg  | Maggie Bandur                 | 7 tháng 4 năm 2009  |
| 34           | 3                  | "The Boyfriend Hat"          | Barnet Kellman | Courtney Lilly                | 14 tháng 4 năm 2009 |
| 35           | 4                  | "Decathlon: Part Deux"       | Phil Traill    | Brendan Smith                 | 21 tháng 4 năm 2009 |
| 36           | 5                  | "Carpe Burritoem"            | Arlene Sanford | Adrian Wenner                 | 28 tháng 4 năm 2009 |
| 37           | 6                  | "Madder of Degrees"          | Rob Greenberg  | Sebastian Jones               | 5 tháng 5 năm 2009  |
| 38           | 7                  | "Facebook the Past"          | Arlene Sanford | Courtney Lilly, Marcia Fields | 12 tháng 5 năm 2009 |
| 39           | 8                  | "Friends of Friends"         | Fred Savage    | Maggie Bandur                 | 19 tháng 5 năm 2009 |
| 40           | 9                  | "Spring Training"            | Phil Traill    | Adrian Wenner, Brendan Smith  | 26 tháng 5 năm 2009 |

### Mùa 4 (2010)
| TT. tổng thể | TT. trong mùa phim | Tiêu đề                   | Đạo diễn          | Biên kịch                    | Ngày phát hành gốc  |
| ------------ | ------------------ | ------------------------- | ----------------- | ---------------------------- | ------------------- |
| 41           | 1                  | "Addition By Subtraction" | Betsy Thomas      | Sebastian Jones              | 25 tháng 7 năm 2010 |
| 42           | 2                  | "Gourmets and Confused"   | Mark Stegemann    | Adrian Wenner                | 25 tháng 7 năm 2010 |
| 43           | 3                  | "Mike-Fest"               | Eric Gilliland    | Brendan Smith                | 1 tháng 8 năm 2010  |
| 44           | 4                  | "Be a Man!"               | David Trainer     | Maggie Bandur                | 8 tháng 8 năm 2010  |
| 45           | 5                  | "The NTO"                 | Millicent Shelton | Ethan Sandler                | 15 tháng 8 năm 2010 |
| 46           | 6                  | "Hanger Management"       | David Trainer     | Sebastian Jones              | 22 tháng 8 năm 2010 |
| 47           | 7                  | "Puss 'N' Glutes"         | Arlene Sanford    | Maggie Bandur, Adrian Wenner | 5 tháng 9 năm 2010  |
| 48           | 8                  | "Extreme Mike-Over"       | David Trainer     | Ethan Sandler, Brendan Smith | 12 tháng 9 năm 2010 |
| 49           | 9                  | "My Men"                  | Betsy Thomas      | Betsy Thomas                 | 12 tháng 9 năm 2010 |

## Địa điểm
Loạt phim đề cập đến nhiều vị trí ngoài đời thực của Chicago, bao gồm một số vùng ngoại ô và Tây Bắc Indiana. Vài cảnh được quay tại Wrigley Field, Billy Goat Tavern, Metro, Churrascaria cùng nhiều quán bar và khu vực đường phố khác nhau. Mặc dù đoàn làm phim chỉ đạo đơn vị thứ hai thiết lập cảnh quay ở Chicago, nhưng hầu hết tất cả phân đoạn chính đều được thực hiện tại Los Angeles. Ba tập "Baseball Myths", "110% Solution" và "Rome, If You Want To" sở hữu những thước phim tại Viện Nghệ thuật Chicago, Northerly Island, Willis Tower và Wrigley Field. Tập cuối mùa ba mang tên "Spring Training" được ghi hình ở cơ sở huấn luyện mùa xuân của Chicago Cubs và một khách sạn gần đó thuộc vùng Mesa, Arizona.

## Sản xuất
Phần đầu tiên dự định sẽ kết thúc với tình tiết hồi hộp vào ngày 28 tháng 12 năm 2006. "The Promise of a New Season" ban đầu được xem là đoạn mở của mùa tiếp theo. Tổng số tập trong mùa một là 9, sau đó cộng gộp với 13 tập đầu tiên phát sóng vào năm 2006 để phát hành cùng lúc dưới dạng Season 1 trên đĩa DVD. Thông tin trên các trang báo mạng bắt đầu xuất hiện ở quý cuối của năm 2007, thời điểm này được biết loạt phim sẽ ra mắt phần hai gồm 8/9 tập so với dự kiến ban đầu. Trong ngày 7 tháng 10 năm 2008, nhà đài TBS tiếp tục xác nhận sẽ thực hiện mùa ba của chương trình, và cuối cùng là đến ngày 11 tháng 9 năm 2009, phần bốn được cánh báo chí chính thức loan tin đến khán giả.
Do sự sụt giảm trong xếp hạng và lượt người theo dõi, TBS truyền thông My Boys sẽ chính thức khép lại với 49 tập trình chiếu xuyên suốt bốn mùa. Đến ngày 22 tháng 6 năm 2020, nhân dịp kỷ niệm 10 năm kể từ khi bộ phim công chiếu, dàn diễn viên chính đã tái hợp trong loạt phim #UnitedAtHome được thực hiện bởi Entertainment Weekly.

## Tại gia
| Tên DVD                               | Ngày Phát Hành      | Số Tập | Thông Tin Thêm                                           |
| ------------------------------------- | ------------------- | ------ | -------------------------------------------------------- |
| The Complete First Season             | 10 tháng 6 năm 2008 | 22     | Đằng sau hậu trường, Sports Quiz, Gag Reel, cảnh bị xóa. |
| The Complete Second and Third Seasons | 20 tháng 7 năm 2010 | 18     | Phụ đề bằng tiếng Pháp.                                  |
| The Complete Fourth and Final Season  | 3 tháng 4 năm 2012  | 9      |                                                          |